# Mercurius Politicus (1650)
Mercurius Politicus (рус. Меркуриус Политикус) — английский журнал (иногда упоминается как газета), который публиковался еженедельно с июня 1650 года до Реставрации в Англии в мае 1660 года под редакцией Марчмонта Нэдхэма (англ. Marchamont Nedham). Журнал поддерживал республиканские правительства. С 1655 по 1659 года журнал имел монополию на публикацию новостей и сегодня является одним из основных источников информации о 1650—1660 годах в Англии.

## История
«Mercurius Politicus» был самым значительным предприятием Марчмонта Нэдхэма, который он использовал в качестве платформы для режима Содружества в Англии. Нэдхэм получил правительственную компенсацию в размере 50 фунтов в мае 1650 года, вероятно, чтобы начать это предприятие. Это третий еженедельник Нэдхэма, который начали выпускать в июне 1650 года. Еженедельник начался на шуточной ноте: «Почему бы Содружеству не обзавестись дураком, также как король обзавелся?». Но вскоре он обосновался в более серьезный поток информации, характеризовавшийся как голос республиканского движения дня.. Он оставлял доводы для Содружества на аргументы, аналогичные Томасу Гоббсу,например: "Меч является, и никогда не был, основой всех прав собственности для правительства. Это маловероятно, что противники Содружества добьются когда-либо успеха в своих планах.
«Mercurius Politicus» продолжали выпускать в течение последующего десятилетия, в период эпохи Содружества, под альтернативными названиями такими, как «Public Intelligence» и «Public Intelligencer» («Публичный интеллект», «Публичный Осведомитель», соответственно).
В 1655 году лорд-протектор Оливер Кромвель вознаградил Нэдхэма официальной должностью, и с 1655 по 1659 года журнал имел монополию на публикацию новостей. Так что Нэдхэм в связи с этим воспринимался как глашатай режима, однако редактирование его творчества происходило под эгидой Джона Тюрлоэ (англ. John Thurloe), главы шпионской сети Кромвеля.
В связи с тем, что Роялистская фракция была подавлена или находилась в изгнании за границей, Нэдхэм отвернулся от своего прежнего непристойного изложения репортажей и стремился обучить своих читателей политическим принципам гуманизма и республиканизма. Так как вначале радикализм Содружества начал ослабевать, революционные идеи, высказываемые в «Mercurius Politicus», так же смягчались, с большим акцентом на заслугу стабильной обстановки. Это не означало, что он не по поводу критиковал некоторые консервативные и авторитарные аспекты протектората Кромвеля и, как и другие, призывал к возвращению к более республиканским идеалам. Еженедельник широко читался в Англии и Европе как среди ссыльных, так и среди и европейцев. Одним важным нововведением стало включение регулярной рекламы.
Помимо публикации новостей и рекламы в журнале также размещались объявления, некрологи. Например, 6 августа 1658 умерла Элизабет Клейпоул, дочь Оливера Кромвеля, и «Mercurius Politicus» в некрологе описывает ее как «леди превосходного духа и рассудка, и самых благородных нравов, видная во всех высоко-светских кругах сочеталась с задушевным чувством обиды за истинную религию и набожностью».
Нэдхэм был связан с множеством влиятельных республиканских писателей своего поколения, в число который входили Алгернон Сидни (англ. Algernon Sidney), Генри Невил (англ. Henry Nevile), Томас Челонэр, Генри Мартин (англ. Henry Marten) и Джон Мильтон. Мильтон, будучи секретарём Государственного совета в начале 1650-х годов, наблюдал за издательской деятельностью Нэдхэма и после двое мужчин стали друзьями.